# ハマノユリナ
ハマノ ユリナは、日本の女性シンガーソングライター。熊本県阿蘇市出身。熊本県立第一高等学校卒業。

## 来歴
幼少の頃からヴァイオリンやピアノを通じて音楽の楽しさと触れ合う。
また、出生地の熊本県阿蘇市で民謡に慣れ親しむ。
幼い時から少年少女合唱団に所属し数々のステージをこなす。
2014年よりワンマンライブを東京で毎月開催する。異例の満席御礼のステージを続けるが2015年自身の考え方などが変わったことをきっかけに
ワンマンライブ開催をやめる。
2016年からは飲食店での演奏をメインに活動し始める。この頃から活動範囲も広がり東京以外での演奏が増える。
2018年福岡での講演会をきっかけに、人気に火がつき同年5月大分県J1サッカーチーム大分トリニータ大分銀行ドームでの試合でオープニングアクトを務めたり、TVドキュメンタリーのエンディング、福岡市博物館でコンサートが開催されるなど活躍の場を広げている。
10月にTVcmのCMソングに自身のオリジナルソングが起用されることが決定
講演会、作曲面でも活躍している。
2018年5月、自身初となるCD『hamano yurina mini album』がリリースされる。
2022年よりジャズギタリスト伊藤寛哲とデュオを結成
その後、東京JZbrat公演昨日ソールドアウトを皮切りに数々のホールコンサートを成功させる。スタンダードスタイルは、伊藤寛哲とのクラシックギターデュオであり、時にチェロとのトリオ、弦楽四重奏、バンド編成で活動している。
2024年には、ヨーロッパツアー•タイツアーが決定している。

## ディスコグラフィ
1. first mini album（2018年5月13日）
  1. 湖に光灯したら
  2. ユウとぼく
  3. お家へ帰ろう
  4. SKY
  5. 風とタイヨウ